# Gonbach
Gonbach ist eine Ortsgemeinde im Donnersbergkreis in Rheinland-Pfalz. Sie gehört der Verbandsgemeinde Winnweiler an.

## Geographie
Gonbach liegt in Rheinland-Pfalz im Donnersbergkreis und dort im Nordpfälzer Bergland östlich des Flüsschens Alsenz und 1 km oberhalb von Münchweiler auf einem steilen Hügel in 290 m Höhe.

## Geschichte
Hügelgräber belegen, dass in der Gegend bereits Kelten siedelten. 1019 erfolgte die erste urkundliche Erwähnung als „Nieder-“ und „Oberganenbach“. Das Kloster Otterberg war im Ort begütert. Seit dem Mittelalter bis 1972 wurde Gonbach durch die größere Nachbargemeinde Münchweiler verwaltet und teilt auch die Geschichte dieses Ortes.
Aus leiningischem Besitz fiel Gonbach 1705, zusammen mit Münchweiler, als Mitgift an Graf Ferdinand Andreas von Wiser (1677–1751), dessen Gattin eine geborene Gräfin von Leinigen war. Die Grafen von Wiser blieben die Ortsherren, bis das linksrheinische deutsche Gebiet 1798 an Frankreich fiel. 1816 kam das Dorf zum Königreich Bayern, ab 1946 zu Rheinland-Pfalz. 1972 wurde es der Verbandsgemeinde Winnweiler zugeordnet und erhielt einen eigenen Ortsbürgermeister. Die – nach wie vor auf Schloss Wiser in Hirschberg an der Bergstraße lebenden – Grafen von Wiser sind für Gonbach besonders bedeutsam, da die Farben Blau/Gold und der in jenen Farben gespaltene Stern aus ihrem Familienwappen in das Gonbacher Ortswappen übergegangen sind.
Durch die Errichtung einer Handwerkerzunft im Jahre 1724 förderte Graf Ferdinand Andreas von Wiser nachhaltig die wirtschaftliche Entwicklung des Dorfes, besonders die Leinenweberei, auf die das Weberschiffchen im Gemeindewappen hinweist.

## Politik

### Gemeinderat
Der Gemeinderat in Gonbach besteht aus 12 Ratsmitgliedern, die bei der Kommunalwahl am 9. Juni 2024 in einer Mehrheitswahl gewählt wurden, und dem ehrenamtlichen Ortsbürgermeister als Vorsitzendem. 
Die Sitzverteilung im Gemeinderat:
| Wahl | SPD               | CDU               | FWG               | DEG               | Gesamt   |
| ---- | ----------------- | ----------------- | ----------------- | ----------------- | -------- |
| 2024 | per Mehrheitswahl | per Mehrheitswahl | per Mehrheitswahl | per Mehrheitswahl | 12 Sitze |
| 2019 | 7                 | 5                 | –                 | –                 | 12 Sitze |
| 2014 | 4                 | 3                 | 1                 | –                 | 8 Sitze  |
| 2009 | 4                 | 3                 | 2                 | 3                 | 12 Sitze |
| 2004 | per Mehrheitswahl | per Mehrheitswahl | per Mehrheitswahl | per Mehrheitswahl | 12 Sitze |

- FWG = Freie Wählergruppe Gonbach e. V.
- DEG = Wählergruppe Dorfentwicklung Gonbach e. V.

### Bürgermeister
Bernd Schiebel wurde am 11. Juli 2024 Ortsbürgermeister von Gonbach. Bei der Direktwahl am 9. Juni 2024 war er als einziger Bewerber mit einem Stimmenanteil von 73,7 % für fünf Jahre gewählt worden.
Schiebels Vorgänger waren Jürgen Berberich (CDU, Amtszeit 2019–2024) und Harald Thomas (SPD, 2014–2019).

### Wappen
| Wappen von Gonbach | Blasonierung: „Geviert; Feld 1 geteilt von Blau und Rot durch einen silbernen Balken, darin ein rotes Weberschiffchen, Feld 2 in Silber ein rotes Eichhörnchen eine goldene Eichel haltend, in Feld 3 in Gold und Feld 4 in Blau ein sechsstrahliger Stern in verwechselten Farben.“ |
| Wappen von Gonbach | |

## Kultur

### Regelmäßige Veranstaltungen
Am Wochenende mit dem zweiten Sonntag im September feiert die Gemeinde von Freitag bis Montag ihre traditionelle Kerwe.
Außerdem finden über das ganze Jahr weitere Veranstaltungen der örtlichen Vereine statt: Rosenmontagstammtisch, Schlachtfest, Hamburger Day, Waldgottesdienst, Mottoabend oder Haxenessen beim Jugend- und Freizeitclub, Osterfeuer der CDU, Hexennacht des Feuerwehrfördervereins, Chill out Party mit Familientag und Brunnenfest bei der SPD, das Spielplatzfest der Spielmütter, gemeinsames Singen am Kneippbecken, Liederabend und Weihnachtsliedersingen des Gesangvereins, Fastnacht- oder Theatervorstellungen sowie Weinproben beim Kultur- und Sportverein.

### Mundart
Gonbach widmete sich – über seinen Kultur- und Sportverein (KSV) – vor allem der Pflege der Pfälzer Mundart. Jährlich im Herbst wurde von 1984 bis 2011 der Mundartdichter-Wettstreit Gonbach veranstaltet. Erfolgreichste Teilnehmer waren Hans Jürgen Schweizer aus Bad Dürkheim, der sechsmal als Sieger hervorging, und Rolf Büssecker aus Beindersheim mit fünf ersten Plätzen. Dreimal gewann Waltraud Meißner, je zweimal standen Albert H. Keil und Friedel May ganz oben.

## Wirtschaft und Infrastruktur

### Verkehr
Über die Bundesstraße 48 westlich von Münchweiler sowie die Autobahn 63 nördlich davon ist Gonbach an das überregionale Straßennetz angebunden. Die A 63, Anschlussstelle Winnweiler, ist etwa 4 km entfernt, zur A 6, Anschlussstelle Enkenbach, sind es etwa 10 km. Die Fahrtstrecke nach Kaiserslautern ist etwa 17 km lang.
Durch Münchweiler verläuft außerdem die Alsenztalbahn (Kaiserslautern–Bingen), eine Nebenstrecke der Deutschen Bahn.